# John Forgeham
John Henry George Forgeham (* 14. Mai 1941 in Kidderminster, Worcestershire, England; † 10. März 2017 in Worthing, West Sussex, England) war ein britischer Schauspieler.

## Leben
Forgeham wuchs im Birminghamer Vorort Erdington auf, wo er auch die Schule besuchte. Er finanzierte seine Schauspielausbildung an der Birmingham School of Acting als Fabrikarbeiter. Er erhielt 1962 ein Stipendium an der Royal Academy of Dramatic Art und war von 1965 bis 1969 Mitglieder der Royal Shakespeare Company. In dieser Zeit hatte er eine seiner bekanntesten Filmrollen als Frank an der Seite von Michael Caine in Charlie staubt Millionen ab. Nach einer Tour der RSC durch Australien blieb er in Melbourne und arbeitete dort zwei Jahre als Künstlerischer Leiter beim dortigen St Martin’s Theatre. Zudem hatte er Auftritte in australischen Fernsehproduktionen.
Bekanntheit beim britischen Fernsehpublikum erlangte er durch seine Darstellung des Automechanikers Jim Baines zwischen 1974 und 1978 in der erfolgreichen Seifenoper Crossroads, deren Einschaltquoten in diesen Jahren um 18 Millionen Zuschauer lagen. Nachdem er aus der Serie herausgeschrieben wurde, hatte er zahlreiche Gastauftritte in Fernsehserien wie Der Aufpasser, Die Profis und Die unglaublichen Geschichten von Roald Dahl. Zudem wirkte er im Pilotfilm zur Krimiserie Heißer Verdacht mit Helen Mirren in der Hauptrolle mit.
Ende der 1990er Jahre blieben jedoch die Rollenangebote aus, und so verdiente er sich zeitweise seinen Unterhalt als Hilfskraft auf dem Rummelplatz. Bereits 2001 erhielt er jedoch wieder Schauspielrollen und wirkte in den Spielfilmen Kiss of the Dragon und Mean Machine – Die Kampfmaschine mit. Von 2002 bis 2004 war er als Frank Laslett in der Serie Footballers’ Wives zu sehen.
Forgeham war dreimal geschieden, aus der zweiten Ehe mit der Schauspielerin Fiesta Marjot gingen zwei Kinder hervor.

## Filmografie (Auswahl)

### Fernsehen
- 1963: Der Partner (The Partner)
- 1965: Mit Schirm, Charme und Melone (The Avengers)
- 1972: The Stone Tape
- 1975: Die Füchse (The Sweeney)
- 1980: Der Aufpasser (Minder)
- 1980: Die Profis (The Professionals)
- 1980: Die unglaublichen Geschichten von Roald Dahl (Tales of the Unexpected)
- 1984: Johannes Paul II. – Sein Weg nach Rom (Pope John Paul II)
- 1988: Jim Bergerac ermittelt (Bergerac)
- 1991: Heißer Verdacht (Prime Suspect)
- 1992: Heartbeat
- 2002–2004: Footballers’ Wives
- 2012: Doctors

### Film
- 1969: Charlie staubt Millionen ab (The Italian Job)
- 1984: Sheena – Königin des Dschungels (Sheena)
- 1993: Young Americans (The Young Americans)
- 2001: Kiss of the Dragon
- 2001: Mean Machine – Die Kampfmaschine (Mean Machine)